# 1996 DH2
1996 DH2 är en asteroid i huvudbältet som upptäcktes den 23 februari 1996 av den japanska astronomen Takao Kobayashi vid Ōizumi-observatoriet.
Asteroiden har en diameter på ungefär 4 kilometer.